# Nowa Synagoga Libeňska w Pradze
Nowa Synagoga Libeňska w Pradze (cz. Nová libeňská synagoga) – zbudowana w latach 1846–1858, w stylu neoromańskim, przy ulicy Ludmilina 601/1 (koło ul. Na Žertvách) w praskim Libeňiu.
Kamień węgielny został położony 23 listopada 1846. W uroczystości brał udział arcyksiążę Stefan. Poświęcenie nastąpiło w 1858. Nabożeństwa odbywały się do II wojny światowej. W 1941 synagoga została zamknięta i zamieniona na magazyn skonfiskowanego mienia żydowskiego. Po wojnie była nadal magazynem początkowo owoców, a następnie pobliskiego teatru Pod Palmovkou. W latach 50. XX wieku często pracował w niej Bohumil Hrabal. W latach 60. w synagodze odbywały się literackie i filozoficzne dyskusje oraz workshopy Bohumila Hrabala, Egona Bondy i Vladimíra Boudníka. Po aksamitnej rewolucji budynek został opróżniony i częściowo wyremontowany. Zaczęto go wykorzystywać na cele kulturalne i kilkakrotnie odbyły się w nim nabożeństwa. W przyszłości planuje się go wykorzystywać wielofunkcyjnie i częściej organizować nabożeństwa.